# اوون ویندال
اوون وِیندال (زاده ۲۸ نوامبر ۱۹۹۹؛ پاراماریبو) یک فوتبالیست اهل هلند است که در پست دفاع چپ برای باشگاه فوتبال آزد آلکمار در لیگ برتر فوتبال هلند و تیم ملی هلند بازی می‌کند.